# Калиновски, Анетта
Анетта Калиновски (нем. Anetta Kalinowski; род. 20 января 1963, Лодзь, Лодзинское воеводство) — западногерманский спортивный стрелок. Участница летних Олимпийских игр 1988 года, чемпионка мира 1989 года, бронзовый призёр чемпионата мира 1987 года, бронзовый призёр Кубка мира 1987 года.

## Биография
Анетта Калиновски родилась 20 января 1963 года в польском городе Лодзь.
Выступала в соревнованиях по пулевой стрельбе за «Реклингхаузен».
В 1987 году завоевала бронзовую медаль чемпионата мира в Будапеште в стрельбе из пневматического пистолета с 10 метров в командном зачёте. В том же году выиграла бронзу на Кубке мира в Мюнхене в стрельбе из спортивного пистолета с 25 метров.
В 1988 году вошла в состав сборной ФРГ на летних Олимпийских играх в Сеуле. В стрельбе из спортивного пистолета с 25 метров поделила в квалификации 12-17-е места, выбив 581 очко и уступив 4 очка худшим из попавших в финал.
В 1989 году завоевала золотую медаль чемпионата мира в Сараево в стрельбе из пневматического пистолета с 10 метров в командном зачёте.